# Roots Radics
Roots Radics je glazbeni sastav s Jamajke. Formirali su ga 1978. basist Errol "Flabba" Holt i gitarist Eric "Bingy Bunny" Lamont. Poslije su im se pridružili mnogi poznati glazbenici. Tijekom vremena postali su cijenjeni studijski i pozadinski sastav koji je bio značajno utjecajan u zvuku prve polovice 1980-ih. Bili su pratnjom glazbenicima kao što su Bunny Wailer, Gregory Isaacs i Israel Vibration. Zajedno s njima su izdali nekoliko albuma. 
Ime 'radics' zvuči slično latinskoj riječi 'radix' koja znači "korijen" (eng. "root", usporedi s pojmom roots reggae).
Negdje u zadnjem tromjesečju 1979. godine snimili su riddime za prve pjesme koje je Barrington Levy snimao kod producenta Henryja "Junja" Lawesa. Onda su dobili 'credite' kao Channel One Stars. Gledano iz današnjice, ovi riddimi su bili rođenje jamajčanske dancehall glazbe. 
Roots Radics su bili pozadinski glazbenici na albumima glazbenika Eek-A-Mouse: Bubble Up Yu Hip (1980.), Wa-Do-Dem (1981.), Skidip (1982.), The Mouse and the Man (1983.) i The Assassinator (1983.). 

## Vanjske poveznice
- Službene stranice